# Four Nations Chess League 2003/04
Die Saison 2003/04 war die elfte Spielzeit der Four Nations Chess League (4NCL). 
Der Titelverteidiger Wood Green, Guildford A&DC und Betsson.com lieferten sich einen Dreikampf um den Titel. Erst in der letzten Runde fiel die Entscheidung zugunsten von Guildford, der den Titelverteidiger auf den zweiten Platz verwies.
Aus der Division 2 waren Numerica 3Cs, Micro Mark NWE (die in der Aufstiegssaison noch den Namen North West Eagles trugen) und die Warwickshire Selects aufgestiegen. Während Numerica 3Cs und Micro Mark NWE sich im Mittelfeld behaupteten, stiegen die Warwickshire Selects zusammen mit der zweiten Mannschaft des Barbican Chess Club und Slough ab. Slough wurde die Tatsache zum Verhängnis, dass sie sechs Partien kampflos abgaben und ihnen infolgedessen ein Mannschaftspunkt abgezogen wurde (ohne den Punktabzug hätte Slough den rettenden neunten Platz belegt und Richmond wäre an ihrer Stelle abgestiegen). Zu den gemeldeten Mannschaftskadern siehe Mannschaftskader der Four Nations Chess League 2003/04.

## Termine und Spielorte
Die Wettkämpfe fanden statt am 18. und 19. Oktober 2003, 17. und 18. Januar, 20. und 21. März, sowie am 1., 2., 3., 22. und 23. Mai 2004. Die dritte bis sechste Runde wurden in Telford ausgerichtet, alle übrigen in West Bromwich.

## Abschlusstabelle
| Pl. | Verein                             | Sp | G | U | V  | MP    | Brett-P.  |
| --- | ---------------------------------- | -- | - | - | -- | ----- | --------- |
| 01. | Guildford A&DC                     | 11 | 9 | 1 | 1  | 19:3  | 60,5:27,5 |
| 02. | Wood Green I. Mannschaft (M)       | 11 | 8 | 2 | 1  | 18:4  | 57,5:30,5 |
| 03. | Betsson.com                        | 11 | 7 | 3 | 1  | 17:5  | 51,5:36,5 |
| 04. | Wood Green II. Mannschaft          | 11 | 6 | 1 | 4  | 13:9  | 51,0:37,0 |
| 05. | Barbican Chess Club I. Mannschaft  | 11 | 4 | 3 | 4  | 11:11 | 48,5:39,5 |
| 06. | Numerica 3Cs (N)                   | 11 | 3 | 5 | 3  | 11:11 | 43,0:45,0 |
| 07. | Micro Mark NWE (N)                 | 11 | 5 | 1 | 5  | 11:11 | 41,5:46,5 |
| 08. | The ADs                            | 11 | 4 | 3 | 4  | 11:11 | 39,5:48,5 |
| 09. | Richmond                           | 11 | 3 | 1 | 7  | 7:15  | 37,5:50,5 |
| 10. | Barbican Chess Club II. Mannschaft | 11 | 2 | 3 | 6  | 7:15  | 36,0:52,0 |
| 11. | Slough                             | 11 | 1 | 5 | 5  | 6:16  | 38,0:50,0 |
| 12. | Warwickshire Selects (N)           | 11 | 0 | 0 | 11 | 0:22  | 22,5:65,5 |

## Entscheidungen
|     | Britischer Meister: Guildford A&DC                                                            |
|     | Absteiger in die Division 2: Barbican Chess Club II. Mannschaft, Slough, Warwickshire Selects |
| (M) | Meister der letzten Saison                                                                    |
| (N) | Aufsteiger der letzten Saison                                                                 |

## Kreuztabelle
| Ergebnisse | Ergebnisse                         | 01. | 02. | 03. | 04. | 05. | 06. | 07. | 08. | 09. | 10. | 11. | 12. |
| ---------- | ---------------------------------- | --- | --- | --- | --- | --- | --- | --- | --- | --- | --- | --- | --- |
| 01.        | Guildford A&DC                     |     | 4½  | 3   | 6½  | 5   | 5   | 7   | 6½  | 6½  | 5½  | 4   | 7   |
| 02.        | Wood Green I. Mannschaft           | 3½  |     | 4   | 5   | 4½  | 5½  | 6½  | 6   | 5   | 6½  | 4   | 7   |
| 03.        | Betsson.com                        | 5   | 4   |     | 2   | 5½  | 4   | 5   | 6   | 6½  | 5   | 4   | 4½  |
| 04.        | Wood Green II. Mannschaft          | 1½  | 3   | 6   |     | 2   | 4   | 3   | 7   | 5½  | 6½  | 5½  | 7   |
| 05.        | Barbican Chess Club I. Mannschaft  | 3   | 3½  | 2½  | 6   |     | 4   | 3½  | 4   | 5½  | 4   | 5½  | 7   |
| 06.        | Numerica 3Cs                       | 3   | 2½  | 4   | 4   | 4   |     | 4½  | 4   | 4   | 3½  | 5   | 4½  |
| 07.        | Micro Mark NWE                     | 1   | 1½  | 3   | 5   | 4½  | 3½  |     | 3½  | 4½  | 5½  | 4   | 5½  |
| 08.        | The ADs                            | 1½  | 2   | 2   | 1   | 4   | 4   | 4½  |     | 5½  | 4   | 6½  | 4½  |
| 09.        | Richmond                           | 1½  | 3   | 1½  | 2½  | 2½  | 4   | 3½  | 2½  |     | 6   | 5   | 5½  |
| 10.        | Barbican Chess Club II. Mannschaft | 2½  | 1½  | 3   | 1½  | 4   | 4½  | 2½  | 4   | 2   |     | 4   | 6½  |
| 11.        | Slough                             | 4   | 4   | 4   | 1½  | 2½  | 3   | 4   | 1½  | 3   | 4   |     | 6½  |
| 12.        | Warwickshire Selects               | 1   | 1   | 3½  | 1   | 1   | 3½  | 2½  | 3½  | 2½  | 1½  | 1½  |     |

Anmerkung: Im Wettkampf zwischen Slough und der zweiten Mannschaft von Wood Green wurde das achte Brett von beiden Seiten nicht besetzt und damit für beide Mannschaften verloren gewertet.

## Die Meistermannschaft
| 1.            | Guildford A&DC |
| Schachfiguren | Jonathan Rowson, Anthony Kosten, Alexander Tschernjajew, James Plaskett, Daniel Gormally, Daniel King, Thal Abergel, Heather Lang, Glenn Flear, Éric Prié, Maria Yurenok, Stuart Conquest, Joseph Gallagher, Silvia Collas, Emil Sutovsky. |